# Caraipa
Caraipa – rodzaj roślin okrytonasiennych z rodziny gumiakowatych. Jego przedstawiciele występują w północnej części Ameryki Południowej.
Do rodzaju Caraipa zaliczanych jest ok. 55 gatunków:
| - Caraipa ampla (Ducke Arch. Jard. Bot. Rio de Janeiro 3: 218 1922) - Caraipa andina (G.A. Aymard & L.M. Campb. Rodriguésla 59(2): 394–396, f. 1 2008) - Caraipa angustifolla (Aubl. Hist. Pl. Guiane 1: 562, t. 224, f. 4 1775) - Caraipa aracaensis (Kubitzki AclaAmazon. 16/17(1): 158–159, 1986 [1987]) - Caraipa calophylla (Spreng. ex Choisy Mém. Soc. Phys. Geneve 14: 166 1855) - Caraipa colombiana (Ewan Nat. Hist. Misc. 88: 4 1951) - Caraipa costala (Spruce ex Benth. J. Linn. Soc., Bot. 5: 61 1861) - Caraipa densifolla (Mart. Nov. Gen. Sp. Pl. 1: 105, pl. 65, f. 6–11 1824) - Caraipa duckeana (Kubitzki Mem. New York Bot. Gard. 29: 124–125, f. 66 1978) - Caraipa excelsa (Ducke Arch. Jard. Bot. Rio de Janeiro 3: 219 1922) - Caraipa fasciculala (Cambess. Mém. Mus. Hist. Nat. 16: 416 1828) - Caraipa ferruginea (Steyerm. Fieldiana, Bot. 28: 384 1952) - Caraipa foveolala (Huber Bull. Soc. Bot. Geneve 6: 190 1914) - Caraipa glabrala (Mart. Nov. Gen. Sp. Pl. 1: 105 1823) - Caraipa grandifolla (Mart. Nov. Gen. Sp. Pl. 1: 105 1824) - Caraipa heterocarpa (Ducke Bull. Mus. Natl. Hist. Nat., sér. 2 4: 472 1932) - Caraipa insidiosa (Barb. Rodr. Vellosla ed. 2: 9 1891) - Caraipa jaramilloi (Vásquez Ann. Missouri Bot. Gard. 78(4): 1003–1004, 1991) - Caraipa lacerdaei (Barb. Rodr. Ternstroem. 6 1887) - Caraipa latifolla (Aubl. Hist. Pl. Guiane 1: 561, t. 224, f. 1 1775) - Caraipa laurifolla (Spruce ex Choisy Mém. Soc. Phys. Geneve 14: 166 1855) - Caraipa laxiflora (Benth. London J. Bot. 2: 364 1843) - Caraipa leiantha (Benth. Jour. Bot. Hook. 2: 364 1848) - Caraipa llanorum (Cuatrec. Revisla Acad. Colomb. Ci. Exact. 8: 64 1950) - Caraipa longifolla (Aubl. Hist. Pl. Guiane 1: 561, t. 223, f. 3 1775) - Caraipa longipedicellala (Steyerm. Fieldiana, Bot. 28: 385 1952) - Caraipa longisepala (Kubitzki Acla Amazon. 16/17(1): 160, f. 2C–D 1986 [1987]) | - Caraipa melhemiana Paula (Ci. & Cult. 20: 313 1968) - Caraipa minor (Huber Bol. Mus. Paraense Hist. Nat. Ethnogr. 3: 434 1902) - Caraipa multinervla (Kubitzki Acla Amazon. 16/17(1): 157–158, f. 1 1986 [1987]) - Caraipa myrcioides (Ducke Arch. Jard. Bot. Rio de Janeiro 3: 217 1922) - Caraipa myricaefolla (Spruce) - Caraipa odorala (Ducke Notizbl. Bot. Gart. Berlin-Dahlem 11: 588 1932) - Caraipa palustris (Barb. Rodr.) - Caraipa paniculala (Mart.) - Caraipa paraensis (Huber Bol. Mus. Goeldi Hist. Nat. Ethnogr. 3: 432 1902) - Caraipa parvielliptica (Cuatrec. Revisla Acad. Colomb. Ci. Exact. 8: 64 1950) - Caraipa parvifolla (Aubl. Hist. Pl. Guiane 1: 561, t. 223, f. 1 1775) - Caraipa psidiifolla (Ducke) - Caraipa psilocarpa (Kubitzki Mem. New York Bot. Gard. 29: 128–129, 66 1978) - Caraipa racemosa (Cambess. Mém. Mus. Hist. Nat. 16: 415 1828) - Caraipa reticulala (Ducke) - Caraipa richardiana (Cambess. Mém. Mus. Hist. Nat. 16: 414, pl. 18 1828) - Caraipa rodriguesii Paula (Cienc. Cult. 20: 313 1968) - Caraipa savannarum (Kubitzki Mem. New York Bot. Gard. 29: 104–105 1978) - Caraipa sellowii (Turcz. Bull. Soc. Imp. Naturalistes Moscou 36(1): 578 1863) - Caraipa silvatica (Barb. Rodr. Vellosla ed. 2: 8 1891) - Caraipa simplicior (Sandwith J. Arnold Arbor. 24: 220 1943) - Caraipa spurla (Barb. Rodr. Vellosla (ed. 2) 8, t. 5c 1891) - Caraipa suaveolens (Planch. ex Benth. J. Linn. Soc., Bot. 5: 61 1860) - Caraipa tereticaulis (Tul. Ann. Sci. Nat., Bot., sér. 3, 8: 341 1847) - Caraipa utilis (Vásquez Ann. Missouri Bot. Gard. 78(4): 1004–1007, f. 2–3 1991) - Caraipa valioi Paula (Cienc. Cult. 22: 375, f. 17–22 1970) - Caraipa variabilis (Cambess. Mém. Mus. Hist. Nat. 16: 416) |